# 鸣泽站
鸣泽站（日语：／ Narusawa eki */?）位于青森县西津轻郡鲹泽町大字北浮田町字外马屋前田，是东日本旅客铁道（JR東日本）管辖的五能线上的鐵路車站。

## 历史
- 1925年5月15日 - 车站投入运营[1]。
- 1971年10月1日 - 车站无人化。
- 1987年4月1日 - 国铁分割民营化后成为JR东日本车站。
- 2012年8月 - 重建新站房投入使用。

## 车站结构
侧式站台1台1线的地上车站。
五所川原站管理的无人车站。

## 相邻车站
東日本旅客铁道
■五能线
□快速（仅限上行）、■普通
鲹泽－鸣泽－越水